# Абиев, Абдурефи Абиевич
Абдурефи Абиевич Абиев (18 [30] мая 1879, Чокурча, Таврическая губерния — 1938, Симферополь) — крымскотатарский художник. Директор Бахчисарайского художественно-промышленного техникума (1917—1928).

## Биография
Родился 30 мая 1879 года в деревне Чукурча в семье чабана.
Учился в Симферопольской татарской учительской школе. На средства полковника Измаила Муфтий-заде отправился на учёбу в Строгановское Центральное училище технического рисования в Москве (1899—1906), где получил звание — художник прикладного искусства. В училище учился вместе с Усеином Боданинским.
Принимал участие в революции 1905 года в Москве как дружинник. В 1906 году был арестован, приговорён к каторжным работам, однако благодаря вмешательству князя Строганова, каторгу заменили на высылку во Францию. С марта 1907 по март 1909 года учился в Академии Жюльена в Париже. Посетил Англо-французскую колониальную выставку в Лондоне в 1908 году.
После возвращения Российскую империю в 1909 году стал заведующим столярно-модельными мастерскими, преподавателем рисования и черчения в механико-техническом и ремесленном училище в Ростове-на-Дону. Рисовал эскизы мебели для мебельной фабрики. Участвовал в реставрации росписи стен Храма Василия Блаженного в Москве. В 1917 году вернулся в Крым. Преподавал графику в Коммерческом училище Симферополя.
Возглавлял Бахчисарайский отдел Петроградского общества защиты и сохранения в России памятников искусства и старины. В ноябре 1917 года стал директором художественной школы Унер Санаи в Бахчисарае. После установления советской власти школа была преобразована в Бахчисарайский художественно-промышленный техникум и получила новое здание.
Являлся членом Президиума и ответственным секретарём Бахчисарайского райисполкома (1921—1923). В 1928 году во время кампании по борьбе с национализмом был снят с должности и привлечён к судебной ответственности по статьям 109—111 Уголовного кодекса РСФСР за содержание в Москве трёх студентов за деньги техникума.
В 1929 году был выслан в Чарджоу Туркменской ССР. Преподавал рисование и черчение в педагогическом техникуме им. Аблаева. В 1930 году вернулся в Крым, преподавал рисование и черчение в Крымском рабочем факультете им. И. А. Назукина в Симферополе. С 1934 по 1935 год — работал в средней образцовой школе Евпатории. В 1936 году учительствовал в 6-й и в 46-й неполных средних школах Симферополя.
С 1936 года является преподавателем рисунка в Крымском художественном училище им. Н. С. Самокиша. В Симферополе проживал в доме № 3 по улице Нижне-Госпитальной.
В 1938 году был арестован и расстрелян.

## Творчество
Был известен как живописец-колорист и портретист. Сохранились небольшое количество его работ. Две его работы — «Интерьер дома» и акварельный портрет супруги, которые внуки Абиева передали в Крымскотатарский музей культурно-исторического наследия. В музеи также хранятся ещё две его работы — пейзаж «Аллея парка» и изображение крымскотатарских жилищ.
В 2019 году состоялась выставка работ Абиева в Крымскотатарском музее культурно-исторического наследия.

## Семья
Супруга — Екатерина Евгеньевна Малеева. В браке имел дочь и сына.